# 劉喆瑩
劉喆瑩（1980年11月10日—），台灣知名女模特兒、演員。因拍攝洗面乳廣告而進入演藝圈，並擔任許多歌手的音樂錄影帶女主角。2006年，演出偶像劇《我們結婚吧》劇中女主角小晴一角而使知名度大增。

## 個人生活
2010年6月結婚，對象為交往近7年的五金貿易商人。

## 作品

### 電視劇
- 2006年 TVBS《我們結婚吧》 （飾 女主角小晴）
- 2007年 台視/三立《櫻野三加一》 （飾 舒曉寒）
- 2008年 中視/八大 《翻滾吧！蛋炒飯》（飾 Tilly）
- 2008年 台視/三立 《波麗士大人》（飾 李依妮）
- 2008年 中視《江湖.com》（飾 花木蘭，客串）

### 電影
- 2006年《松鼠自殺事件》
- 2008年《戲班遇到鬼》（飾演 女主角小茜）緯來電視製作
- 2008年《愛的發聲練習》（大S的妹妹）

### MV演出
- 1998年何潤東《沒有我你怎麼辦》
- 1999年陶喆《說走就走》
- 2000年黃大煒《愛從昨夜就停了》
- 2000年王力宏《永遠的第一天》
- 2000年江美琪《我又想起你》
- 2000年任賢齊《兄弟》
- 2001年辛曉琪《永遠》
- 2002年周杰倫《半島鐵盒》
- 2002年動靜《動靜》
- 2004年言承旭《一公尺》
- 2005年品冠《後來的我們》
- 2007年楊宗緯《幸福的風》
- 2008年古巨基《我還是你的》

## 外部連結
- 劉喆瑩個人YAHOO BLOG
- 劉喆瑩的Instagram帳戶